# Счастливое (Бориспольский район)
Счастливое (укр. Щасливе) — посёлок в Бориспольском районе Киевской области Украины. Основано в 1945 году.
Население по переписи 2001 года составляло 3234 человека. Население на 01.01.2023 по паспорту села — 5367 человек (без учёта переселенцев). Площадь села — 2,984 км².

## Местный совет
Административный центр общины.
Адрес местного совета: 08325, Киевская обл., Бориспольский р-н, посёлок Счастливое, ул. Фестивальная, 9